# Philippe de Thaon
Pour les articles homonymes, voir Thaon (homonymie).
Philippe de Thaon ou Thaün, était un moine et poète anglo-normand du début du XIIe siècle.
Philippe de Thaon a vécu en Normandie pendant le règne de Henri Ier, roi d'Angleterre. Il est l’auteur, vers 1119, du Livre des Créatures ou Comput, un poème didactique sur les corps célestes et les calculs du calendrier. Il est également l’auteur d’un Lapidaire, un ouvrage sur les pierres. Son ouvrage le plus connu est cependant le Bestiaire, dédié à la seconde femme du roi Henri, Adélaïde de Louvain et par conséquent rédigé entre 1121 (date à laquelle Adélaïde épouse Henri Ier) et 1135 (date à laquelle meurt ce dernier). On lui attribue également une version en prose du Livre de Sibile.

## LeBestiairede Philippe de Thaon
Le Bestiaire de Philippe de Thaon comporte 3194 vers, rédigés d'abord en hexasyllabes (vers 1 à 2888) puis en octosyllabes (vers 2889 à la fin). 
Les 38 chapitres du Bestiaire sont, d’après McCulloch (1960), (pages 53-54) :
- Les Bêtes :
  - Chapitre 1.   Leun (Le Lion)
  - Chapitre 2.   Monosceros (L'Unicorne)
  - Chapitre 3.   Pantere (et Dragun) (La Panthère et le Dragon)
  - Chapitre 4.   Dorcon (Le Bouquetin, La chèvre sauvage)
  - Chapitre 5.   Ydrus (et Cocodrille) (L'hydre et le Crocodile)
  - Chapitre 6.   Cerf (Le Cerf)
  - Chapitre 7.   Aptalon (L'Antilope)
  - Chapitre 8.   Furmi (La Fourmi)
  - Chapitre 9.   Onoscentaurus (Le Onocentaure)
  - Chapitre 10.  Beuvron (Le Castor)
  - Chapitre 11.  Hyena (La Hyène)
  - Chapitre 12.  Mustele (La Fouine)
  - Chapitre 13.  Assida (L'Autruche)
  - Chapitre 14.  Sylio (La Salamandre)
  - Chapitre 15.  Serena (La Sirène)
  - Chapitre 16.  Elefant (L'Éléphant)
  - Chapitre 17.  Aspis (L'Aspic)
  - Chapitre 18.  Serra (Le Poisson-scie)
  - Chapitre 19.  Heriçun (Le Hérisson)
  - Chapitre 20.  Gupil (Le Renard)
  - Chapitre 21.  Onager (L'Onagre, L'âne sauvage)
  - Chapitre 22.  Singe (Le Singe)
  - Chapitre 23.  Cetus (L'Aspic-tortue, L'aspidochélon)
- Les Oiseaux :
  - Chapitre 24.  Perdix (La Perdrix)
  - Chapitre 25.  Aigle (L'Aigle)
  - Chapitre 26.  Caladrius (Le Caladrius[2])
  - Chapitre 27.  Fenix (Le Phénix)
  - Chapitre 28.  Pellicanus (Le Pélican)
  - Chapitre 29.  Colum (et Peredixion) (La Colombe et Le Arbre Peridexion[3])
  - Chapitre 30.  Turtre (La Tourterelle)
  - Chapitre 31.  Huppe (La Huppe)
  - Chapitre 32.  Ibex (L'Ibis)
  - Chapitre 33.  Fullica (La Foulque)
  - Chapitre 34.  Nicticorax (Le Hibou)

- Les Pierres :
  - Chapitre 35.  Turrobolen (Les Incendiaires)
  - Chapitre 36.  Adamas (Le Diamant)
  - Chapitre 37.  Douze pierres (Les Pierres ardentes)
  - Chapitre 38.  Union (La Perle)

## Œuvres
- Le Livre de Sibile, Éd. Hugh Shields, London, Anglo-Norman Text Society, 1979
- Comput, Éd. Ian Short, London, Anglo-Norman Text Society from Birkbeck College, 1984
- Le bestiaire de Philippe de Thaün. Texte critique publié avec introduction, notes et glossaire par Emmanuel Walberg, Lund, Möller; Paris, Welter, 1900